# 노동절
근로자의 날 또는 노동절(勞動節, 문화어: 로동절, 영어: Labour Day, Labor Day) 또는 메이데이(영어: May Day)는 매년 5월 1일, 노동자의 권익과 복지, 지위를 향상시키기 위하여 각국의 근로자들이 연대의식을 다지는 날이다. 1886년 5월 1일 미국의 총파업을 노동절의 시초로 본다. 1889년에 제2인터내셔널은 5월 1일을 노동자 운동을 기념하는 날로 정하였고, 이후 전 세계로 확산되었다.
대한민국에서는 '근로자의 날 제정에 관한 법률'에 따라 5월 1일을 근로자의 날로 하고, 이날을 '근로기준법'에 따른 유급휴일(공휴일이 아님)으로 정한다. 미국과 캐나다는 매년 9월 첫째 월요일을, 뉴질랜드는 10월 넷째 월요일을, 일본은 11월 23일을 각각 ‘노동절(Labour Day)’로 지정하여 기념하고 있다.

## 나라별 노동절

### 미국
19세기 후반, 미국의 노동자들은 열악한 작업 환경과 저임금에 시달리고 있었다. 이에 따라 1884년 미국의 여러 노동단체는 하루 8시간 노동제를 쟁취하기 위한 총파업을 결의하고, 1886년 5월 1일을 첫 시위일로 정하였다. 해당 날짜에는 미국 전역에서 노동자들의 대규모 파업이 벌어졌으며, 5월 3일에는 시카고에서 21만여 명의 노동자와 경찰이 충돌하면서 유혈사태가 발생했다.
이 사건을 계기로, 1889년 프랑스 파리에서 열린 제2인터내셔널 창립대회는 5월 1일을 국제적인 '노동자 연대의 날'로 공식 선언하였다. 당시 대회에서는 '기계를 멈추자' '노동시간 단축을 위한 투쟁을 조직하자' '만국의 노동자가 단결하여 노동자의 권리 쟁취를 위한 동맹파업을 행동하자'는 세 가지 연대 결의가 채택되었다. 그 결과, 1890년 5월 1일에는 세계 최초의 메이데이(May Day) 행사가 개최되었고, 이후 다수 국가에서 5월 1일을 노동절로 기념하게 되었다.
그러나 미국과 캐나다에서는 메이데이와 관련된 파업과 시위의 정치적 부담을 우려해, 5월 1일을 ‘법의 날’로 지정하고 노동절을 다른 날짜에 기념하기로 결정하였다. 이에 따라 미국과 캐나다는 매년 9월 첫째 월요일을, 뉴질랜드는 10월 넷째 월요일을, 일본은 11월 23일을 각각 ‘노동절(Labour Day)’로 지정하여 기념하고 있다.
당시 시카고 데일리 뉴스에서는 공산폭동이 일어날 것이라며, 이들을 공산주의자 취급했으나 당시 미국 노동자들의 노동 운동은 의식화된 사회주의자들의 쟁투이기 이전에, 장시간 노동을 극복함으로써 사람답게 살고자 한 노동자들의 단결투쟁이었다. 미국 노동 운동은 자본가, 정부, 자본가와 결탁한 보수언론들의 탄압과 색깔론을 주장하는 왜곡 보도가 증가되어 큰 힘을 발휘하지 못하였으나, 8시간 노동이라는 노동인권을 단결투쟁으로써 쟁취했다는 의미가 있는 노동운동 역사에서 중요한 사건이다.

### 한국

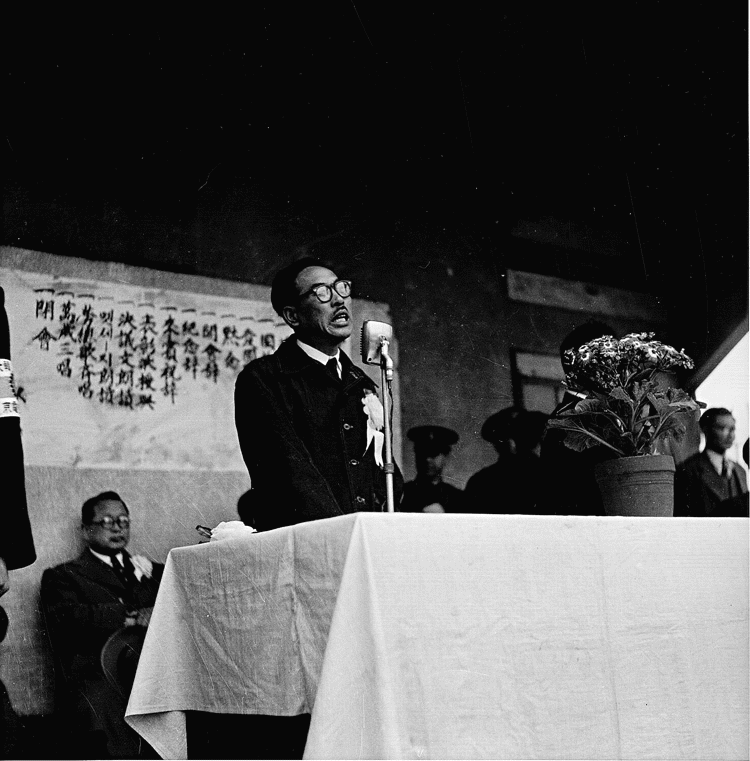
1954년 5월 1일 대한민국 노동절 기념대회에서 대회사를 낭독하고 있다.

한국에서는 일제강점기 조선 시기인 1923년 5월 1일, 조선노동총연맹이 주최한 행사에서 약 2,000명의 노동자들이 모여 ‘노동시간 단축’, ‘임금 인상’, ‘실업 방지’를 요구하며 첫 번째 노동절 행사를 개최하였다. 이때부터 노동절 행사가 조선노동총동맹의 주도로 개최되었다. 독립 직후에는 2차 세계 대전이 끝난 시점인 1945년 결성된 조선노동조합전국평의회과 1946년 결성된 대한독립촉성노동총연맹이 1946년에 각각 노동절 행사를 치르게 되었다.
정부는 1958년부터 대한노동조합총연맹(현 한국노동조합총연맹의 전신)의 창립일인 3월 10일을 ‘노동절’로 지정하여 공식 기념했으나, 1963년 4월 17일 노동법 개정 과정에서 박정희 정부가 '노동'이라는 용어가 사회주의적 색채를 띤다며 근면하게 일한다는 의미의 '근로'로 명칭을 변경하였다. 이듬해인 1964년에는 미국과 같이 5월 1일을 ‘법의 날’로 제정하기도 했다.
그러나 이에 대해 노동단체들은 명칭 변경과 날짜 조정이 노동절의 본래 의미를 훼손한다고 반발하여 5월 1일 ‘노동절’을 되찾기 위한 운동을 지속해왔다. 이러한 흐름 속에서 문민정부 출범 이후인 1994년부터는 5월 1일을 다시 ‘근로자의 날’로 지정하게 되었으며, 오늘날까지 그 명칭은 ‘노동절’이 아닌 ‘근로자의 날’로 유지되고 있다.
노동절은 노동자의 날로서 노동자의 휴일로 지정되어 있으며, 유급휴가로 인정된다. 하지만, 이주공동행동은 대한민국에서 일하는 이주노동자들이 노동절에도 쉬지 못하고 일을 한다고 밝혔다.

#### 휴무 여부 및 급여
근로자의 날은 「근로기준법」에 따라 법정 유급휴일로 지정되어 있으며, 이에 따라 민간 부문에서는 해당일에 근무하지 않더라도 통상적인 임금이 지급된다. 만약 근로자가 이날 근무할 경우, 고용주는 추가 수당을 지급해야 한다. 월급제 근로자의 경우, 통상임금의 1.5배가 지급되며, 시급제 근로자의 경우에는 유급휴일 수당을 포함해 통상임금의 2.5배에 해당하는 임금이 지급된다. 이러한 기준은 근로자가 8시간 이내 근무했을 경우에 적용되며, 8시간을 초과하는 노동에 대해서는 가산율이 더 높아진다.
고용주가 근로자의 날 근무에 대해 정당한 수당을 지급하지 않을 경우, 「근로기준법」 제56조 및 제109조에 따라 3년 이하의 징역 또는 3천만 원 이하의 벌금형에 처해질 수 있다. 단, 상시 근로자 수가 5인 미만인 사업장의 경우에는 휴일근무에 대한 가산수당 지급 의무가 적용되지 않는다.
한편, 공공기관인 시청·군청·구청, 학교, 공무원 직무 등은 근로기준법상 근로자에 해당하지 않기 때문에 근로자의 날에도 정상적으로 업무를 수행한다. 반면, 은행의 경우 근로기준법의 적용을 받는 은행원이 다수이기 때문에 이날 휴무한다. 다만 관공서 소재지 내의 은행 지점은 정상적으로 운영되며, 이 경우 해당 근무자에게는 휴일근무수당이 지급된다.
| 학교           | 휴무 X                                                                     |
| 국·공립 유치원 | 휴무 X                                                                     |
| 어린이집       | 휴무 (원장 재량, 보호자가 보육을 원할 시 당직 교사가 ‘통합교육’을 해야 함) |
| 병원           | 자율 휴무                                                                  |
| 은행           | 휴무 (단, 관공서 내 은행은 정상 영업)                                      |
| 관공서         | 휴무 X (단, 지자체마다 휴무 여부가 다를 수 있음)                           |
| 우체국         | 휴무 X (단, 타 금융기관과의 거래 및 일반 우편은 제한)                      |

### 독일
독일에서는 1933년부터 5월 1일을 근로자의 날로 법정 공휴일로 지정해오고 있다.
DGB라는 독일의 대표 노동조합의 주도 아래 수도 베를린을 포함 함부르크, 뤼베크, 뉘른베르크 등 여러 도시에서 그 전통성을 이어가고 있으며 근로자의 처우 개선을 위한 행진과 집회를 진행하고 있다.

### 일본

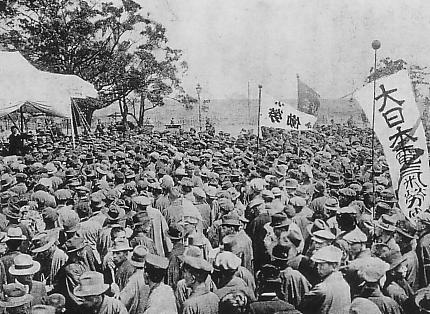
1920년 일본의 제1회 노동절

일본은 11월 23일이 근로감사의 날로 지정되어 있다.

## 참고 자료
- 김성환, 《교과서 밖 세계사》 (사계절)

## 같이 보기
- 노동 운동
- 인터내셔널 (노래)
- 헤이마켓 사건
- 메이퀸
- 집회의 자유
- 통행금지령